# Callos a la andaluza

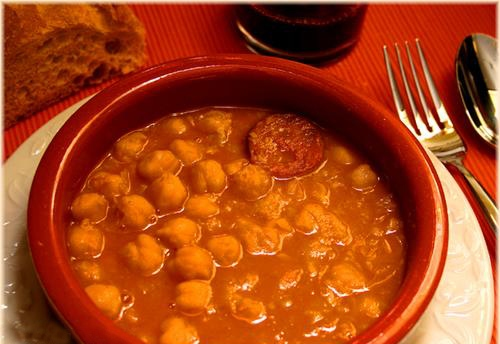
Callos con garbanzos.

El menudo (en Andalucía) o callos a la andaluza (en el resto de España) es un plato preparado a base de callos (menúos) típico de la cocina andaluza. A diferencia de otros platos de callos de la cocina española, este plato emplea garbanzos en su elaboración, es por esta razón por la que se suele denominar a veces como: callos con garbanzos. Se trata de un plato invernal que se sirve caliente, tradicionalmente en cazuela de barro. También es denominado menudo gitano por ser uno de los guisos insignia de la cocina de los gitanos.
La aparición de la receta de este plato de callos mencionado por Juan de Altamiras en su obra de "Novísimo arte de cocina" hace pensar que a comienzos del siglo XIX existiese en la culinaria andaluza.
En Argentina a la receta se la puede conocer como Cazuela de Mondongo, sus ingredientes pueden variar dependiendo de las regiones.

## Características
Este plato suele emplear los garbanzos a proporción de cuatro a uno, es decir que por cada medio kilo de garbanzos se añaden dos de callos. Al preparar este plato, durante la cocción los callos menguan (se hacen más pequeños) a medida que los garbanzos crecen. El problema de este plato consiste en la cocción de los callos y de los garbanzos, que puede hacerse al mismo tiempo o por separado. Durante la cocción se suele emplear manteca colorá. Se sirve caliente, a veces en cazuela de barro.